# Holte (plaats)
Holte is een stadje in de Deense regio Hovedstaden, en ligt in de gemeente Rudersdal Kommune. Het is tevens de noordelijkste voorstad van Groot Kopenhagen en heeft circa 10.300 inwoners.

## Ligging en vervoer
De voorstad ligt circa 17 km ten noorden van de stad Kopenhagen.
De Koningsweg die van Kongens Lyngby naar Hillerød voert, snijdt Holte in twee.
De plaats is verbonden met de hoofdstad via de S-tog lijnen B en E. Naburige haltes zijn: København H - [...] - Lyngby - Sorgenfri - Virum - Holte - Birkerød - Allerød - Hillerød.
De buurtschappen Trørød, Nærum en Nivå zijn met de bus bereikbaar

## Belangrijke gebouwen in Holte
De stadsbibliotheek en het gemeentehuis zijn hier gevestigd. Het gemeentehuis werd ontworpen door Arne Jacobsen in 1942. Verder is hier ook een haven naar vejlesø.
De kerk van Holte werd in 1945 in gebruik genomen.

## Geboren
- Alexander Fischer (1986), voetballer
- Conrad Harder (2005), voetballer
- Albert Philipsen (2006), wielrenner

Høje Taastrup · Taastrup · Albertslund · Glostrup · Brøndbyøster · Rødovre · Hvidovre · Danshøj · Valby · Carlsberg · Dybbølsbro · København H · Vesterport · Nørreport · Østerport · Nordhavn · Svanemøllen · Ryparken · Emdrup · Dyssegård · Vangede · Kildebakke · Buddinge · Stengården · Bagsværd · Skovbrynet · Hareskov · Værløse · Farum
Køge · Ølby · Køge Nord · Jersie · Solrød Strand · Karlslunde · Greve · Hundige · Ishøj · Ny Ellebjerg · Sjælør · Sydhavn · Dybbølsbro · København H · Vesterport · Nørreport · Østerport · Nordhavn · Svanemøllen · Hellerup · Bernstorffsvej · Gentofte · Jægersborg · Lyngby · Sorgenfri · Virum · Holte
- Library of Congress Control Number: no00041370
- Virtual International Authority File: 152716053